# Prêmio Rumelhart
O Prêmio Rumelhart (em alemão:  David E. Rumelhart Prize) é um prêmio concedido anualmente desde 2000 em ciência cognitiva. É concedido pela Cognitive Science Society, dotado com 100.000 dólares, em memória de David Rumelhart. Foi patrocinado em 2000 pela Robert J. Glushko and Pamela Samuelson Foundation. 

## Recipientes
- 2001 Geoffrey Hinton
- 2002 Richard Shiffrin
- 2003 Aravind Joshi
- 2004 John Robert Anderson
- 2005 Paul Smolensky
- 2006 Roger Shepard
- 2007 Jeffrey Elman
- 2008 Shimon Ullman
- 2009 Susan Carey
- 2010 James McClelland
- 2011 Judea Pearl
- 2012 Peter Dayan
- 2013 Linda Smith
- 2014 Ray Jackendoff
- 2015 Michael Irwin Jordan
- 2016 Dedre Gentner
- 2017 Lila Gleitman
- 2018 Michael Tanenhaus
- 2019 Michelene Chi
- 2020 Stanislas Dehaene
- 2021 Susan Goldin-Meadow
- 2022 Michael Tomasello